# Geoffrey Keyes
Geoffrey Keyes (ur. 30 października 1888 w Fort Bayard w stanie Nowy Meksyk, zm. 17 września 1967 w Waszyngtonie) − oficer United States Army w stopniu generała-porucznika, w czasie II wojny światowej dowódca II Korpusu 5 Armii.

## Młodość
Geoffrey Keyes urodził się w Fort Bayard w Nowym Meksyku jako syn oficera US Army, kapitana Alexandra S. Keysa i jego żony, Virginii z domu Maxwell. Podobnie jak ojciec Geoffrey Keyes wstąpił 2 marca 1908 roku do Akademii Wojskowej Stanów Zjednoczonych w West Point, którą ukończył 12 czerwca 1913 roku w stopniu podporucznika, otrzymując przydział do 6 Regimentu Kawalerii. Jego pierwszą akcją bojową był udział w ekspedycji karnej przeciwko Pancho Villi w roku 1916. Z jednostką tą był związany do 1917 roku, kiedy to wrócił do West Point, gdzie pracował jako nauczyciel języka francuskiego. W sezonie 1917/1918 był również trenerem uczelnianej drużyny futbolowej.
W latach międzywojennych służył także jako asystent szefa sztabu dywizji Strefy Kanału Panamskiego, a następnie jako instruktor w West Point i w Szkole Kawalerii w Fort Riley w stanie Kansas oraz jako szef zaopatrzenia Departamentu Wojny. W roku 1926 ukończył również Akademię Sztabu Generalnego, a w 1937 Szkołę Wojenną.

## II wojna światowa i lata powojenne
W roku 1940 Keyes był szefem sztabu 2 Dywizji Pancernej, a w 1942 został mianowany dowódcą 3 Dywizji Pancernej. Od czerwca do września 1942 roku dowodził jeszcze 9 Dywizją Pancerną, po czym został wysłany do Afryki Północnej jako zastępca dowódcy I Korpusu Pancernego. W latach 1943–1945 dowodził II Korpusem we Włoszech.
W latach 1946–1947 dowodził 7 Armią, a w roku 1947 został mianowany Wysokim Komisarzem Rady Alianckiej w Austrii. Od roku 1951 do 1954 pełnił obowiązki dyrektora firmy Weapons Systems Evaluation Group (WSEG). Odszedł na emeryturę w roku 1954 i zmarł trzynaście lat później, 17 września 1967, w Walter Reed Hospital w Waszyngtonie. Został pochowany na terenie uczelni w West Point.